# Biachellaïta
La biachellaïta és un mineral de la classe dels silicats que pertany al grup de la cancrinita. Anomenada així per la seva localitat tipus: Vall de Biachella (Itàlia).

## Classificació
Segons la classificació de Níckel-Strunz és un mineral fosfat (8.FB.05): polifosfats només amb OH. En canvi segons la classificació de Dana és un mineral silicat: tectosilicats; feldspatoides i espècies relacionades amb un entramat d'alumini-silici. En cap classificació comparteix grup amb altres espècies.

## Característiques
La biachellaïta és un fosfat de fórmula química (Na,Ca,K)₈(Al₆Si₆O24)(SO₄)₂(OH)0.5·H₂O. Cristal·litza en el sistema trigonal. La seva duresa a l'escala de Mohs és 5. Forma cristalls en cavitats; aquests són dipiramirals i aproximadament d'1 centímetre (descripció de la localitat tipus)

## Formació i jaciments
S'ha descrit en ambients volcànics associat a leucita, haüyna, diòpsid i andradita (localitat tipus). S'ha descrit només a la seva localitat tipus a la Vall Biachella, a Itàlia.